# Marc Rieper
Marc Rieper-Jensen (Rødovre, 1968. június 5. –), dán válogatott labdarúgó.
A dán válogatott tagjaként részt vett az 1995-ös konföderációs kupán, az 1996-os Európa-bajnokságon és az 1998-as világbajnokságon.

## Sikerei, díjai
Aarhus
- Dán kupagyőztes (1): 1992

Brøndby
- Dán kupagyőztes (1): 1994

Celtic
- Skót bajnok (1): 1997–98
- Skót ligakupagyőztes (1): 1997–98

Dánia
- Konföderációs kupa győztes (1): 1995